# 田村義進
田村義進（たむら よしのぶ、1950年11月20日 - ）は、日本の翻訳家。日本推理作家協会会員。日本ユニ・エージェンシー「田村義進 翻訳ワークショップ」講師。

## 来歴
大阪府大阪市出身。金沢大学法文学部中退。大学中退後、ヨーロッパ放浪の旅に出、帰国後の1975年に翻訳をはじめる。
主な訳書にローレンス・サンダーズ「無垢の殺人」、ショーン・フラナリー「裏切りのネットワーク」、デズモンド・バグリイ「爆走大陸」、ウォーレン・マーフィー「探偵トレース・シリーズ」、スチュアート・M・カミンスキー「ツンドラの殺意」、エド・ゴーマン「夜がまた来る」、ウィリアム・D.ピーズ「冬の棘」「暗黒底流」など多数。 

## 翻訳
- 『合衆国最後の日』（ウォルター・ウェイジャー、徳間書店） 1977
- 『二度死んだ男』（マイケル・バー＝ゾウハー、ハヤカワ文庫） 1978
- 『恐怖の揺籃』（ダンカン・カイル、早川書房） 1978
- 『夜を深く葬れ』（ウィリアム・マッキルヴァニー、早川書房） 1979 ：レイドロウ警部シリーズ
- 『アバランチ・エクスプレス』（コリン・フォーブス、早川書房） 1979、ハヤカワ文庫 1983
- 『密輸人ケックの華麗な手口』（ロバート・L・フィッシュ、ハヤカワ・ミステリ文庫） 1980
- 『エニグマ奇襲指令』（マイケル・バー=ゾウハー、ハヤカワ文庫） 1980
- 『顔役を撃て 事件屋ダフィ』（ダン・キャヴァナー、早川書房） 1981
- 『殺しのドレス』（ブライアン・ディ・パーマ、キャンベル・ブラック、ハヤカワ文庫） 1981
- 『緑の地に眠れ』（ダンカン・カイル、ハヤカワ文庫） 1981
- 『あの手この手の犯罪』（ロバート・L・フィッシュ編、共訳、ハヤカワ・ミステリ文庫） 1982
- 『欲望の殺人 第二の大罪』（ローレンス・サンダーズ、ハヤカワ文庫） 1982
- 『愚か者の街 事件屋ダフィ』（ダン・キャヴァナー、早川書房） 1982
- 『エルシノーって誰?』（チャールズ・ウェッブ、ハヤカワ文庫） 1982
- 『謀殺ポイントへ飛べ』（ダンカン・カイル、ハヤカワ文庫） 1983
- 『ウォー・ゲーム』（デイヴィッド・ビショフ、ハヤカワ文庫） 1983
- 『ミニ・ミステリ100 中』（アイザック・アシモフ他編、ハヤカワ・ミステリ文庫 1983
- 『無垢の殺人 第三の大罪』(ローレンス・サンダーズ、ハヤカワ文庫） 1983
- 『シャトル亡命軌道』（デレク・ランバート、ハヤカワ文庫） 1984
- 『裏切りのネットワーク』（ショーン・フラナリー、ハヤカワ文庫） 1985
- 『スパイは黄昏に帰る』（マイケル・ハートランド、ハヤカワ文庫） 1985
- 『三たび敵地へ』（ダン・ブレナン、徳間文庫） 1986
- 『爆走大陸』（デズモンド・バグリイ、ハヤカワ文庫） 1986
- 『エンドレス・ゲーム』（ブライアン・フォーブス、サンケイ文庫） 1987
- 『おかしな奴が多すぎる』（トニー・フェンリー、扶桑社ミステリー） 1988
- 『大統領狙撃さる』（マイケル・キリアン、二見文庫） 1988
- 『探偵になりたい』（パーネル・ホール、ハヤカワ・ミステリ文庫） 1989
- 『モンキーズ・レインコート』（ロバート・クレイス、新潮文庫） 1989
- 「ロストニコフ捜査官シリーズ」（スチュアート・M・カミンスキー、新潮文庫）
『ツンドラの殺意』 1990
『反逆者に死を』1990
- 『世界の終わりのサイエンス』（トマス・パーマー、早川書房） 1992
- 『密告遊戯』（ウィリアム・D・ピーズ、文春文庫） 1992
- 『タイフーン謀叛海域』（マーク・ジョーゼフ、文春文庫） 1992
- 『追いつめられた天使』（ロバート・クレイス、新潮文庫） 1992
- 『夜がまた来る』（エド・ゴーマン、創元推理文庫） 1992
- 『裸でご免あそばせ』（エリザベス・ピーターズ、徳間文庫） 1993
- 『アメリカン・ストーリーズ』（カルヴィン・トリリン、早川書房） 1993
- 『マーヴェリック』（マックス・アラン・コリンズ、新潮文庫） 1994
- 『冬の棘』（ウィリアム・D・ピーズ、文春文庫） 1994
- 『アフリカの牙』（ウィルバー・スミス、福武文庫） 1995
- 『惜別』（カルヴィン・トリリン、早川書房） 1995
- 『ミッション・インポッシブル』 (P・バルソッシーニ、徳間文庫) 1996
- 『真実の行方』（ウィリアム・ディール、福武文庫） 1996
- 『怒りの殺人 第四の大罪』（ローレンス・サンダーズ、ハヤカワ文庫） 1996
- 『ハリウッド・ノクターン』（ジェイムズ・エルロイ、文藝春秋） 1997　のち文庫
- 『優しい殺し屋』（ビル・フィッチュー、徳間書店） 1997
- 『アメリカン・タブロイド』（ジェイムズ・エルロイ、文藝春秋） 1998　のち文庫
- 『アイリッシュの誇り』（エド・ディー、創元推理文庫） 1999
- 『サイレント・スクリーン』（リチャード・ノース・パタースン、扶桑社ミステリー） 1999
- 『暗黒底流』（ウィリアム・D・ピーズ、文春文庫） 1999
- 『リスボンの小さな死』（ロバート・ウィルスン、ハヤカワ・ミステリ文庫） 2000
- 『謎の蔵書票』（ロス・キング、早川書房） 2000
- 『迷路』（フィリップ・マクドナルド、早川書房） 2000
- 『クライム・ウェイヴ』（ジェイムズ・エルロイ、文藝春秋） 2000　のち文庫
- 『シュロック・ホームズの迷推理』（ロバート・L・フィッシュ、深町眞理子ほか共訳、光文社文庫、英米短編ミステリー名人選集） 2000
- 『死者の日』（ケント・ハリントン、扶桑社） 2001
- 『アメリカン・デス・トリップ』（ジェイムズ・エルロイ、文藝春秋） 2001　のち文庫
- 『スパイは異邦に眠る』（ロバート・ウィルスン、ハヤカワ・ミステリ文庫） 2003
- 『ベストセラー「殺人」事件』（エリザベス・ピーターズ、扶桑社ミステリー） 2003
- 『ブレイン・ドラッグ』（アラン・グリン、文春文庫） 2004
- 『快楽通りの悪魔』（デイヴィッド・フルマー、新潮文庫） 2004
- 『ロックンロール・ウイドー』（カール・ハイアセン、文春文庫） 2004
- 『セビーリャの冷たい目』（ロバート・ウィルスン、ハヤカワ・ミステリ文庫） 2005
- 『ミニ・ミステリ100』（アイザック・アシモフ他編、山本俊子・佐々田雅子共訳、ハヤカワ・ミステリ文庫） 2005
- 『ベスト・アメリカン・ミステリ　スネーク・アイズ』（ネルソン・デミル,オットー・ペンズラー編共訳、早川書房） 2005
- 『市民ヴィンス』（ジェス・ウォルター、ハヤカワ・ミステリ文庫） 2006
- 『獣どもの街』（ジェイムズ・エルロイ、文春文庫） 2006
- 『四つの雨』（ロバート・ウォード、ハヤカワ・ミステリ文庫) 2007
- 『復讐はお好き?』（カール・ハイアセン、文春文庫) 2007
- 『メソポタミヤの殺人』（アガサ・クリスティー、早川書房、クリスティー・ジュニア・ミステリ） 2008
- 『聞いてないとは言わせない』（ジェイムズ・リーズナー、ハヤカワ・ミステリ文庫) 2008
- 『迷惑なんだけど?』(カール・ハイアセン、文春文庫) 2009
- 『最終弁護』 (スコット・プラット、ハヤカワ・ミステリ文庫) 2009
- 『州検事』 (マーティン・クラーク、ハヤカワ・ミステリ文庫) 2010
- 『ゴルフ場殺人事件』（アガサ・クリスティー、ハヤカワ文庫） 2011
- 『アンダーワールドUSA』（ジェイムズ・エルロイ、文藝春秋） 2011
- 『The 500』（マシュー・クワーク、早川書房） 2012
- 「ヤング・シャーロック・ホームズ」（アンドリュー・レーン、静山社） 2012
vol.1 『死の煙』 2012
vol.2 『赤い吸血ヒル』  2012
vol.3 『雪の罠』 2013
- 『アウト・オブ・レンジ 射程外』 (ハンク・スタインバーグ、ハヤカワ文庫) 2013
- 『これ誘拐だよね?』 (カール・ハイアセン、文春文庫）2014
- 『闇を駆けた少女』（サム・ドライデン、小学館文庫、サム・ドライデンシリーズ1） 2014
- 『死んだライオン』（ミック・ヘロン、ハヤカワ文庫） 2016
- 『謀略監獄』（ヘレン・ギルトロウ、文藝春秋） 2016
- 『殺意』（ジム・トンプスン、文遊社） 2018
- 『脱落者』（ジム・トンプスン、文遊社） 2019
- 『テキサスのふたり』（ジム・トンプスン、文遊社） 2022

### 保険調査員トレースシリーズ
- 『二日酔いのバラード』（ウォーレン・マーフィー、ハヤカワ・ミステリ文庫） 1985
- 『伯爵夫人のジルバ』（ウォーレン・マーフィー、ハヤカワ・ミステリ文庫） 1986
- 『仮面のディスコテーク』（ウォーレン・マーフィー、ハヤカワ・ミステリ文庫） 1986
- 『豚は太るか死ぬしかない』 (ウォーレン・マーフィー、ハヤカワ・ミステリ文庫) 1987
- 『のら犬は一生懸命』 (ウォーレン・マーフィー、ハヤカワ・ミステリ文庫) 1988
- 『チコの探偵物語』 (ウォーレン・マーフィー、ハヤカワ・ミステリ文庫） 1989
- 『愚か者のララバイ』 (ウォーレン・マーフィー、ハヤカワ・ミステリ文庫） 1990

### ノンフィクション
- 『大秘密 噂・都市伝説・憶測の真相あばきます』（ウィリアム・パウンドストーン、ハヤカワ文庫） 2001
- 『カミの震撼する日 2005年の日中米大衝突』（ピーター・タスカ、講談社インターナショナル） 2002
- 『大暴露 あの超有名人・企業が闇に葬りたかったすべて』（ウィリアム・パウンドストーン、伊藤文英共訳、ハヤカワ文庫） 2002
- 『大疑惑 「部外者ご遠慮ください」の内幕、すべてあばきます』（ウィリアム・パウンドストーン、伊藤文英共訳、ハヤカワ文庫） 2002
- 『だらしない人ほどうまくいく』（エリック・エイブラハムソン、デイヴィッド・H・フリードマン、青木千鶴共訳、文藝春秋） 2007
- 『ハゲタカの饗宴』（ピーター・タスカ、講談社インターナショナル） 2006
- 『不連続変化の時代 想定外危機への適応戦略』（ジョシュア・クーパー・ラモ、講談社インターナショナル） 2009
- 『書くことについて』（スティーヴン・キング、小学館文庫） 2013